# Contea di Marion (Carolina del Sud)
La contea di Marion (in inglese Marion County) è una contea dello Stato della Carolina del Sud, negli Stati Uniti. La popolazione al censimento del 2000 era di 35 466 abitanti. Il capoluogo di contea è Marion.

## Geografia
La contea si trova nel centro-est dello Stato. Si colloca tra i fiumi Little Pee Dee a est e Great Pee Dee a ovest. Il territorio rientra nella piana costiera ed è pianeggiante.

### Contee confinanti
- Contea di Dillon - nord
- Contea di Horry - est
- Contea di Georgetown - sud
- Contea di Williamsburg - sud-ovest
- Contea di Florence - ovest

## Storia
Prima dell'arrivo dei coloni, i nativi Pedee vivevano nell'area. La contea fu istituita nel 1798 e fu chiamata così in onore del generale Francis Marion.

## Comuni

### Cities
- Marion (capoluogo)
- Mullins

### Towns
- Nichols
- Sellers